# 魔の2回生

魔の2回生（まのにかいせい）は、2012年の第46回衆議院議員総選挙で初当選した自由民主党所属の衆議院議員を指す俗称である。

## 概説
第46回で自由民主党総裁の安倍晋三率いる自民党が大勝し、政権交代した際に初当選した多数の議員が、2014年の第47回衆議院議員総選挙にも当選し「2回生」となった後、第3次安倍内閣において不祥事で離党や議員辞職に追い込まれる衆議院議員が続出したことから使われるようになった語である。この言葉を考案したのは産経新聞編集局整理部記者の森山志乃芙。2017年4月20日付の産経新聞朝刊の記事に「不倫、失言、金銭トラブル…自民『魔の2回生』に重鎮激怒」との見出しをつけた。「魔の2回生」は、2017年の新語・流行語大賞のトップテンに選ばれた。
これらの「2回生」を含む自民党の第46回初当選者119名（顧問に就任した参議院議員経験者4名を含む）の同期会として「いいくに会」が結成されているが、同じく自民党が大勝した第44回衆議院議員総選挙の初当選者によって結成された「83会」とは異なり政治団体としての届出は行っていない。初代会長は参議院議員経験者を除き最年長だった赤枝恒雄、2代目会長は高橋比奈子、3代目会長は大西英男。

## 魔の2回生
第46回（2012年）で初当選し、第47回（2014年）で再選した国会議員の中で「魔の2回生」と呼ばれた者は以下のとおり。
- 武藤貴也（滋賀4区）

未公開株取引での金銭トラブルを『週刊文春』が報道し、2015年8月19日に離党。また、同年8月26日『週刊文春』で、未成年の男性を買春していたことが報じられた。また戦争を肯定するかのごときTwitterでの発言も物議を醸した。第48回総選挙には立候補せず、2019年4月の滋賀県議会議員選挙に立候補するも落選。この際の公職選挙法違反により在宅起訴され2021年7月に有罪判決を受けた。2021年3月には衆議院議員在職中の2016年7月に起こしたひき逃げ事件により書類送検されたが証拠不十分のため不起訴となった。2023年4月23日、千代田区の路上で、知人男性を車に押し込み数百メートルほど走らせたとして監禁の現行犯で逮捕された。同年9月12日、不起訴となった。
- 宮崎謙介（京都3区）

妻は同期当選の金子恵美。その妻の出産入院中に不倫をしていたことが『週刊文春』によって報じられ、2016年2月16日に議員辞職。その後は一切の選挙に立候補せず。後に妻、恵美も政治家を引退、夫妻で芸能活動等へ転身。
- 中川俊直（広島4区）

内閣官房長官や自民党幹事長を務めた中川秀直の次男。 2017年3月9日発売の『FRIDAY』が、前川恵衆議院議員との不倫を報道。続いて、4月20日発売の『週刊新潮』に、別の女性との重婚スキャンダルと警察によるストーカー登録の記事が掲載されることを知らされた中川は、4月18日に経済産業大臣政務官を辞任。4月21日には離党した。さらに4月28日発売の『FRIDAY』が、中川が秘書時代に「集団レイプ」まがいの行為をして事件になりそうになったのをもみ消していたことを報じた。同年10月の第48回総選挙には不出馬で自民党からは当選同期で前回まで比例単独当選だった新谷正義が公認され当選。第49回総選挙では無所属で出馬したが、新谷らに敗れ落選。
- 豊田真由子（埼玉4区）

2017年6月、『週刊新潮』によって秘書への暴言や暴行が報じられ、同年8月10日に離党。同年10月の第48回総選挙は無所属で立候補したが落選。現在は社会福祉法人に勤務する傍ら、マスコミで感染症の実務専門家として新型コロナウイルス問題の解説も行った。
- 中川郁子（北海道11区）・門博文（和歌山1区、比例復活）

中川郁子は夫で既に故人である中川昭一の妻。2015年3月5日発売の『週刊新潮』が、二人の不倫および路上キスを報じた。この事件が尾を引き、中川は第48回総選挙では立憲民主党新人の石川香織に敗れ、比例復活もならず落選した。一方、門は第48回総選挙は比例復活で3選。2019年11月13日には国土交通大臣政務官に就任した。第49回総選挙では中川が比例復活で返り咲きを果たした一方、門は比例復活もならず落選と前回とは逆の結果となった。門は2023年4月23日に行われた和歌山1区補欠選挙に出馬したが落選した。
- 務台俊介（長野2区）

2016年9月1日、内閣府大臣政務官兼復興大臣政務官として台風10号の被災地である岩手県岩泉町を訪れた際、ゴム長靴を持参しなかったため被災現場の大きな水たまりを職員に背負われて渡った。2017年3月8日に開催された政治資金パーティーで、「『長靴事件』のおかげで長靴業界はだいぶもうかったのではないか。今日はパーティーには長靴業界の人は呼んでいません」と発言し聴衆の笑いを誘ったが、菅義偉内閣官房長官から厳重注意を受け、3月10日付で内閣府政務官を辞任。第48回総選挙は比例復活で3選。第49回総選挙でも比例復活で4選。
- 橋本英教（岩手3区、比例復活）

2016年秋、選挙区各市町村の支部長など8名から自民党本部宛てに連名で、橋本の更迭を求める「嘆願書」を提出された。公務時でも朝から飲酒すること、議員宿舎に愛人を住まわせたことが『週刊新潮』2017年7月6日号に報じられた。橋本は2015年11月に墨田区議会議員の中沢えみりと結婚したが、2017年に離婚していたことも同時に報じられた。当該報道を受け、自由民主党岩手県連副会長を辞任。第48回総選挙では、比例東北ブロック単独25位で立候補し落選。2018年9月7日に病死。
- 大西英男（東京16区）

女性議員への品位にかける野次をはじめ、マスコミへの圧力示唆、部会でのがん患者を軽視する発言など数々の不適切な発言を行ったが、第48回総選挙でも選挙区で3選、第49回総選挙も選挙区で4選を果たした。
その他、第48回で落選した金子恵美の公用車の私的利用が問題視された。
「マスコミを懲らしめる」発言で物議を醸した文化芸術懇話会が問題となった際、その出席者の多くが2回生であった。不祥事が相次いだ原因として、2009年の第45回衆議院議員総選挙のような逆風下での選挙を経験していないことが指摘されている。

## 魔の3回生
第46回総選挙当選組の多くが2017年の第48回衆議院議員総選挙でも再選を果たし、魔の3回生と呼ばれるようになる。不祥事が続出する中、3回目の選挙となった第48回で再選した議員は81人であり、初当選時の116人から7割ほどに減少した。
- 田畑毅（愛知2区、比例復活、繰上当選含む）

2019年2月、知人女性への準強制性交・盗撮が発覚。離党したのち、同年3月1日に議員辞職。
- 石崎徹（新潟1区、比例復活）

2019年7月、秘書への暴言と暴行、英語のレッスンで知り合った外国人女性に買春をもちかけたことなどが週刊誌で報じられ、同年8月3日、新潟1区支部長を辞任。2020年10月22日、離党した。衆議院の任期満了を間近に控えた2021年9月、次期衆院選に日本維新の会から出馬することを理由に議員辞職。第49回総選挙では選挙区で落選、得票率が10%に満たず供託金を没収され比例復活の資格も失った。
- 穴見陽一（大分1区）

2018年6月15日、受動喫煙対策についての意見を述べている参考人に対し、｢いい加減にしろ｣と野次を飛ばした。穴見が共同代表を務めるファミリーレストラン大手の「ジョイフル」の株価が下降し、6月22日、穴見は公益法人大分がん研究振興財団の理事を辞任した。2019年5月10日、次期衆院選不出馬を表明。
- 田野瀬太道（奈良4区→奈良3区）

自民党総務会長などを務めた田野瀬良太郎の息子。緊急事態宣言下の2021年1月18日、松本純、大塚高司とともに、東京都中央区のイタリアンレストランと銀座のクラブを訪れた。会食にはクラブの関係者の女性2人も同席した。同年2月1日、田野瀬は菅により副大臣職を更迭され、自民党を離党した。しかし第49回総選挙に無所属で出馬し当選すると、自民党から追加公認を受け、党に復帰を果たす一方、松本は神奈川1区で落選、大塚に至っては出馬さえ出来なかった。
- 白須賀貴樹（千葉13区）

2021年2月1日に上記の田野瀬、松本、大塚らが自民党を離党したことが大きく報じられたにもかかわらず、緊急事態宣言継続下の同年2月10日、港区の高級会員制ラウンジを訪れて午後10時まで滞在した。2月17日、自民党を離党し、次期衆院選不出馬を表明した。
- 武井俊輔（宮崎1区）

2021年6月8日夕方、武井の60代男性公設秘書が運転する自動車が、東京都港区六本木の交差点付近で自転車にぶつかった。秘書は車を運転したまま現場を立ち去るが、赤信号で止まっているところを、追いかけた自転車の男性によってふさがれた。後部座席に武井が乗っていたこと、車が車検が切れていて自賠責保険を更新していない状態であったこと、武井も秘書も男性を救護しなかったことなど、様々な問題が発覚した。自民党県連は同年6月24日に役員会を、6月27日に選挙対策委員会を開き、次期衆院選で武井を党本部に公認申請しないことをそれぞれ決めた。第49回総選挙では公認は得たものの保守分裂を招き選挙区では落選、比例復活当選となった。
- 安藤裕（京都6区）

2021年6月20日、自民党府連幹部は安藤に次期衆院選で支援できない旨を伝えた。50代既婚女性との不適切な交際が原因であった。6月22日、安藤が衆院選に立候補しない意向を府連幹部に伝えたことが報道により明らかになった。さらに6月25日、京都6区支部長の辞表届を党府連に提出し、受理された。安藤は「そのような事実は一切ない」と否定するが、府連会長の西田昌司は6月27日、「女性問題がどうこうよりも、女性問題をきっかけとして彼の不誠実な対応があまりにも目につき、信頼できなくなった」と述べた。安藤はその後、新党くにもり共同代表に就任し、第26回参議院議員通常選挙に東京都選挙区から同党公認で出馬し、落選した。
- 加藤寛治（長崎2区）

2018年5月10日に行われた、加藤が所属する細田派（現安倍派）の定例会合で、「結婚披露宴に出席した際には『必ず3人以上の子供を産み育てていただきたい』『世の中には、いくら努力しても子どもに恵まれない方々もいます。無理を言うのは酷でありますから、そういう方々のために3人以上が必要なんですよ』『結婚しなければ、子供が生まれず、人様の子供の税金で老人ホームに行くことになる』と呼び掛けている」と述べ、出席者からセクハラで失言ではないかと非難された。加藤は会合の直後は「結婚式の時にお願いしたことを話しただけだ」として発言を撤回しない考えを示したものの、数時間後には「誤解を与えたことに対し、おわびします」として発言を撤回した。加藤はその後、第49回総選挙に出馬せず、長男の加藤竜祥が地盤を引き継いで初当選を果たした。
2018年、安倍晋三首相は豊田を念頭に秘書を敵に回さず大事にするようにと指南した。
一方で重用された者もいた。2018年10月2日、山下貴司が第4次安倍改造内閣において法務大臣に就任し、この世代からは参議院議員経験者を除き初めての入閣となった。2020年9月に発足した菅義偉内閣では、安倍の実弟で参議院議員経験者の岸信夫が防衛大臣として初入閣した。2021年10月に発足した第1次岸田内閣では、牧島かれん、堀内詔子、小林鷹之の3名が初入閣し、岸が留任したほか、福田達夫が自民党総務会長に就任した。

## 魔の4回生
2021年10月の第49回衆議院議員総選挙では、立憲民主党を中心とした野党共闘候補の議席獲得が伸び悩んだこともあり、立候補した71人中67人（約94％）が当選ないし比例復活となり4期目を迎えることとなった。この中では、岩手3区で藤原崇が衆議院連続最多当選を誇り、中選挙区時代から無敗だった政界の壊し屋・立憲民主党の小沢一郎を破り、静岡6区で勝俣孝明が小選挙区制導入以降無敗だった渡辺周を破ったように世代交代が目立つ選挙となった（小沢、渡辺は比例復活で連続当選）。
しかし、前回に引き続き46回初当選組の不祥事が相次ぐこととなった。
- 吉川赳（静岡5区、比例復活、繰上当選含む）

第46回総選挙では当時民主党で環境大臣を務めた細野豪志に敗れたが比例東海ブロックで初当選。第47回では細野に敗れ比例復活もならず落選、第48回では希望の党に移籍した細野に再び敗れ落選。しかし前述した田畑が議員辞職したことで繰上当選する。細野が自民党入りを目指して戦った第49回でも小選挙区では敗れたが、東海で自民党候補は比較的善戦し、相対的に多くの比例復活当選者を出すことになった。結果的に細野は自民党入りは果たしたものの、静岡5区支部長は吉川のままであった。しかし、 2022年6月10日、未成年女性へのパパ活疑惑が週刊文春によって報じられ、自民党を離党した。そして、細野は翌年、自民党静岡5区支部長に就任した。前述のとおり第47回総選挙で落選しているため厳密には2017年4月時点での「魔の2回生」には該当せず、不祥事の発覚時は3期目である。
- 秋本真利（千葉9区、比例復活）

2023年8月4日、日本風力開発からの不透明な資金受領疑惑により、東京地検特捜部により収賄の疑いで関係先に家宅捜査を受け、外務大臣政務官を辞任。翌5日、自由民主党に離党届を提出し、受理された。その後、同年9月7日、受託収賄の疑いで東京地検特捜部により逮捕された。同月27日、計約7280万円の賄賂を受け取ったとする受託収賄罪と、持続化給付金200万円をだまし取ったとする詐欺罪で起訴された。
- 神田憲次（愛知5区）

第2次岸田第2次改造内閣で財務副大臣に就任した神田だが、過去の税金未納により4度の建物と土地の差押を受けていた事が発覚。あわせて、神田が税理士資格を持っているのにもかかわらず、日本税理士会連合会の会則が定める研修を受講していないことも週刊誌により報じられた。同日、地方税滞納による差押と税理士法違反容疑をめぐり、神田は財務省内で報道陣に囲まれるが、「これから精査する」と述べるのみで詳細は説明しなかった。その後複数回にわたり国会答弁の虚偽答弁の疑いと資産公開法違反の疑いを報じられ、これらの事から神田は財務副大臣の辞表を提出し、受理された。山田太郎文部科学大臣政務官、柿沢未途法務副大臣に続き辞任ドミノとなった。
- 堀井学（北海道9区、比例復活）

2023年3月7日、堀井の登別市の事務所から預かった120万円を着服したとして、横領の疑いで堀井の元公設秘書が逮捕された。同年5月29日、元公設秘書は札幌地方裁判所室蘭支部から懲役3年、執行猶予5年の判決を言い渡された。
同年12月14日、自民党5派閥の政治資金パーティーの裏金問題をめぐり、岸田文雄首相は清和政策研究会（安倍派）の閣僚4人と副大臣5人を事実上更迭した。堀井は内閣府副大臣を辞任した。同日、堀井は取材に応じ、ノルマの超過分に対する安倍派からのキックバックとして、2018～22年の5年間に1200万円を受け取り裏金にしていたことを認めた。キックバックは秘書が受け取り、管理していたと述べたが、当時秘書だった一人は前述の横領罪で有罪判決が確定し、この秘書の前にキックバックを管理していた別の秘書も事務所との金銭トラブルで辞め、連絡が取れないと説明した。
2024年8月29日、東京地検特捜部は選挙区内の有権者に香典などを違法配布した公職選挙法違反（寄付の禁止）と、安倍派からキックバックを受けた収入計1714万円を政治資金収支報告書に記載しなかった政治資金規正法違反（虚偽記入）の罪で堀井を略式起訴した。同日、東京簡易裁判所は堀井に罰金100万円、公民権停止3年の略式命令を出した。
- 宮澤博行（静岡3区、比例復活）

2024年12月13日、自民党5派閥の政治資金パーティーをめぐる裏金問題で、安倍派から受けたノルマを超えた分のキックバックの金額は3年間で140万円であると国会内で答えた。12月14日、岸田首相は安倍派の閣僚4人と副大臣5人を事実上更迭。宮澤は防衛副大臣兼内閣府副大臣を辞任した。その後も政治活動を続けてきたが、翌年4月、奇しくも静岡県選出である吉川と同じくいわゆるパパ活と妻でない女性との同棲が週刊誌により報道される見込みとなると議員辞職を表明した。
- 池田佳隆（愛知3区、比例復活）

2024年1月7日、自民党5派閥の政治資金パーティーの裏金問題をめぐり、2018年以降の5年間で計4826万円の還流を受けたにもかかわらず、政治資金収支報告書に記載しなかったとして政治資金規正法違反容疑で、政策秘書1人と共に東京地検特捜部に逮捕された。同日付で自民党は池田を除名した。
この他、國場幸之助、工藤彰三、菅家一郎、中村裕之、宮崎政久、佐々木紀、杉田水脈らの失言や不祥事が報じられている。2019年にIR汚職事件で逮捕・起訴された第46回初当選組で参議院議員経験者の秋元司を含む報道もある。また、自民党ではないが、2012年初当選同期の丸山穂高による戦争発言も報じられ、日本維新の会を除名され、NHKから国民を守る党に入党した。
2022年7月8日、安倍晋三が奈良市で銃撃されて死去。同年8月10日に発足した第2次岸田改造内閣で小倉將信が入閣した。2013年9月13日に発足した第2次岸田再改造内閣では4回生の入閣はなかった。それまで内閣総理大臣補佐官だった村井英樹が、岸田文雄再側近の木原誠二の後任として、内閣官房副長官に任命された。
一方で、総務大臣政務官に就任した杉田水脈が、過去のアイヌに関する発言を野党の政治家、言論人らの強い批判により、自由民主党青年局長に就任した藤原崇が懇親会でダンサーが参加した不適切な会合の引責により、辞任に追い込まれた。また、旧統一教会問題に関係して、当時自民党総務会長であった福田が「何が問題かわからない」と発言したほか、斎藤洋明、岸信夫、熊田裕通、田畑裕明、田野瀬太道、中村裕之、星野剛士、船橋利実、高木宏寿、青山周平、池田佳隆、大岡敏孝、小田原潔、鬼木誠、神田憲次、中川郁子らが選挙支援やパーティ券寄付などをうけており、その他の多くの議員も関連団体への参加などをしていた。また、工藤彰三は統一教会の韓鶴子総裁と5回会ったことを証言した。
第2次岸田第2次改造内閣において自民党5派閥の政治資金パーティ収入の裏金問題が発覚。特に安倍派の不記載額が突出していたことから、2023年12月14日、岸田首相は、安倍派の閣僚4人と副大臣5人全員と、政務官6人のうち1人を事実上更迭した。宮澤博行は防衛副大臣兼内閣府副大臣を辞任、堀井学は内閣府副大臣を辞任、青山周平は文部科学副大臣を辞任した。
2024年6月には第48回総選挙で落選後政界を引退し弁護士として活動していた今野智博が弁護士法違反容疑により逮捕された。
2024年自由民主党総裁選挙においては経済安全保障担当大臣を務めた小林鷹之が出馬。当選同期である議員が多く支持に回るなど健闘し、9人中で5位という結果になった。一方、小林と同じく志帥会(二階派)に所属し、大臣を務めた小倉は小泉進次郎を支持したが、総裁選後、体調の悪化により翌月の総選挙への出馬を断念を表明した。

## 魔の5回生
2024年10月の第50回衆議院議員総選挙では大きく議席を減らして4割弱の46人まで減少した。
- 田畑裕明（富山1区）

2024年11月18日、党員ではない人たちを無断で党員登録していた疑いが報じられた。田畑は会見で自身の事務所が管理する党員約700人のうち約100人の登録に不適切な点があったと明らかにした。

## 第46回衆議院議員総選挙で初当選した自民党議員
2012年の第46回衆議院議員総選挙に自民党公認で初当選した議員（また、同年他党で初当選し後に自民党に入党した議員と第47回衆議院議員総選挙が実施されるまでに繰上当選又は補欠選挙により初当選を果たした議員）を列記する。
凡例
- 氏名の太字は現職国会議員（参議院議員も含む）、●は衆議院初当選時に自民党以外に所属、†は物故者。
- 選挙区は第46回衆議院議員総選挙（2012年）で当選した時点での選挙区を基準とし、選挙区が変遷した議員は変遷も記載する。
- 各立候補歴の「小当」は小選挙区当選、「比当」は比例区単独当選、「重当」は比例区重複当選（比例復活）、「繰当」は比例区繰上当選、「補当」は補欠選挙当選、「落選」は落選、「参議院」は当該選挙時は参議院議員として在職中、「不出馬」は政界引退などの理由により当該選挙に立候補せず、「死去」は当該選挙時点で死去していることを表す。
- 当選後の主な役職の太字は現職を表す。

| 氏名       | 読み                 | 選挙区                                 | 第45回 | 第46回 | 第47回 | 第48回 | 第49回 | 第50回 | 当選後の主な役職 | 出身     | 備考 |
| ---------- | -------------------- | -------------------------------------- | ------ | ------ | ------ | ------ | ------ | ------ | --- | -------- | --- |
| 船橋利実   | ふなはしとしみつ     | 北海道1区                              | -      | 小当   | 落選   | 重当   | 落選   | 参議院 | 総務政務官 財務政務官 | 地方議員 | 第26回参院選当選（北海道） 元北海道議会議員 |
| 高木宏壽   | たかぎひろひさ       | 北海道3区                              | -      | 小当   | 重当   | 落選   | 小当   | 落選   | 復興副大臣 内閣府政務官 復興政務官 | 地方議員 | 元北海道議会議員 |
| 中村裕之   | なかむらひろゆき     | 北海道4区                              | -      | 小当   | 小当   | 小当   | 小当   | 重当   | 農林水産副大臣 文部科学政務官 衆議院文部科学委員長 | 地方議員 | 元北海道議会議員 |
| 前田一男   | まえだかずお         | 北海道8区                              | -      | 小当   | 重当   | 落選   | 落選   | 不出馬 | | 首長     | 元北海道松前町長 第43回衆院選落選（北海道8区、無所属） 現：北海道議会議員 |
| 堀井学     | ほりいまなぶ         | 北海道9区                              | -      | 小当   | 小当   | 小当   | 重当   | 不出馬 | 内閣府副大臣 外務政務官 | 地方議員 | 元北海道議会議員 スピードスケートでリレハンメル五輪銅メダル獲得 2024年7月不祥事のため離党 同年8月議員辞職、公職選挙法違反罪などで略式起訴 |
| 中川郁子   | なかがわゆうこ       | 北海道11区                             | -      | 小当   | 小当   | 落選   | 重当   | 落選   | 農林水産政務官 | その他   | 夫：中川昭一元財務大臣 義父：中川一郎元農林水産大臣 義叔父：中川義雄元参議院議員 環境NPO法人代表 |
| 武部新     | たけべあらた         | 北海道12区                             | -      | 小当   | 小当   | 小当   | 小当   | 小当   | 文部科学副大臣 農林水産副大臣 環境政務官 内閣府政務官 衆議院法務委員長                                                                                             | 議員秘書 | 父：武部勤元農林水産大臣 |
| 渡辺孝一   | わたなべこういち     | 比例北海道                             | -      | 比当   | 比当   | 比当   | 比当   | 落選   | 総務副大臣 総務政務官 防衛政務官 内閣府政務官 | 首長     | 父：渡辺省一元科学技術庁長官 元岩見沢市長 |
| 清水誠一   | しみずせいいち       | 比例北海道                             | -      | 比当   | 落選   | 落選   | 不出馬 | 不出馬 | | 地方議員 | 現：北海道帯広市議会議員 元北海道議会議員 |
| 勝沼栄明   | かつぬましげあき     | 比例北海道→ 宮城5区                    | -      | 比当   | 重当   | 落選   | 不出馬 | 不出馬 | | 医師     | 第47・48回は宮城5区 |
| 津島淳     | つしまじゅん         | 青森1区→ 比例東北→ 青森1区             | 落選   | 小当   | 小当   | 小当   | 比当   | 小当   | 法務副大臣 国土交通政務官 内閣府政務官 衆議院財務金融委員長 | 議員秘書 | 父：津島雄二厚生大臣 第45回は無所属 第49回は比例東北単独 |
| 高橋比奈子 | たかはしひなこ       | 岩手1区                                | 落選   | 重当   | 重当   | 重当   | 落選   | 不出馬 | 文部科学副大臣 環境政務官 | 地方議員 | 元岩手県議会議員 元テレビ岩手アナウンサー |
| 橋本英教†  | はしもとひでのり     | 岩手3区→ 比例東北                      | -      | 重当   | 重当   | 落選   | 死去   | -      | | 議員秘書 | 第44回衆院選落選（岩手3区） 第48回は比例東北単独 2018年9月7日死去（51歳没） |
| 藤原崇     | ふじわらたかし       | 旧岩手4区→ 岩手3区                     | -      | 重当   | 重当   | 重当   | 小当   | 落選   | 財務政務官 内閣府政務官 復興政務官 自由民主党青年局長 | 議員秘書 | 第46・47回は旧岩手4区 |
| 大久保三代 | おおくぼみよ         | 宮城5区                                | -      | 重当   | 不出馬 | 不出馬 | 不出馬 | 不出馬 | | その他   | 元NHK北九州放送局契約キャスター |
| 冨樫博之   | とがしひろゆき       | 秋田1区                                | -      | 小当   | 小当   | 小当   | 小当   | 小当   | 総務副大臣 復興副大臣 総務政務官 | 地方議員 | 元秋田県議会議長 |
| 鈴木憲和   | すずきのりかず       | 山形2区                                | -      | 小当   | 小当   | 小当   | 小当   | 小当   | 復興副大臣 農林水産副大臣 外務政務官 自由民主党青年局長 | 官僚     | 元農林水産省 |
| 菅野佐智子 | かんのさちこ         | 福島3区→ 比例東北                      | -      | 重当   | 落選   | 不出馬 | 不出馬 | 不出馬 | | 民間     | 学習塾経営 第47回は比例東北単独 |
| 菅家一郎   | かんけいちろう       | 福島4区                                | -      | 小当   | 重当   | 小当   | 重当   | 不出馬 | 復興副大臣 環境政務官 内閣府政務官 | 首長     | 元会津若松市長 元福島県議会議員 |
| 田所嘉徳   | たどころよしのり     | 茨城1区                                | -      | 小当   | 小当   | 小当   | 重当   | 重当   | 法務副大臣 法務政務官 内閣府政務官 | 地方議員 | 元茨城県議会議員 赤城徳彦元農林水産大臣の後継 |
| 石川昭政   | いしかわあきまさ     | 茨城5区                                | -      | 重当   | 重当   | 小当   | 重当   | 落選   | 内閣府副大臣 デジタル副大臣 復興政務官 内閣府政務官 経済産業政務官                                                                                                 | 党職員   | 自民党本部職員 |
| 簗和生     | やなかずお           | 栃木3区                                | -      | 重当   | 小当   | 小当   | 小当   | 小当   | 文部科学副大臣 国土交通政務官 内閣府政務官 衆議院安全保障委員長 | 議員秘書 | |
| 上野宏史●  | うえのひろし         | 群馬1区→ 比例南関東→ 比例北関東        | -      | 重当   | 落選   | 比当   | 落選   | 不出馬 | 厚生労働政務官 | 官僚     | 義父：上野公成元内閣官房副長官 元参議院議員（1期） 元経済産業省官僚 第46回は旧日本維新の会公認 第47回は無所属 第48回は比例南関東単独 第49回は比例北関東単独 |
| 井野俊郎   | いのとしろう         | 群馬2区                                | -      | 小当   | 小当   | 小当   | 小当   | 小当   | 防衛副大臣 内閣府副大臣 法務政務官 内閣府政務官 | 地方議員 | 元伊勢崎市議会議員 谷津義男元農林水産大臣の後継 |
| 笹川博義   | ささがわひろよし     | 群馬3区                                | -      | 小当   | 小当   | 小当   | 小当   | 小当   | 環境副大臣 環境政務官 衆議院農林水産委員長 | 地方議員 | 元群馬県議会議員 父：笹川堯元科学技術政策担当大臣 祖父：笹川良一元衆議院議員 |
| 福田達夫   | ふくだたつお         | 群馬4区                                | -      | 小当   | 小当   | 小当   | 小当   | 小当   | 自民党総務会長 自民党幹事長代行 防衛政務官 内閣府政務官 | 議員秘書 | 父：福田康夫元内閣総理大臣 祖父：福田赳夫元内閣総理大臣 大叔父：福田宏一元参議院議員 伯父：越智通雄元経済企画庁長官 従兄：越智隆雄元衆議院議員 元内閣総理大臣秘書官 |
| 村井英樹   | むらいひでき         | 埼玉1区                                | -      | 小当   | 小当   | 小当   | 小当   | 小当   | 内閣官房副長官 内閣府政務官 内閣総理大臣補佐官 | 官僚     | 元財務省 |
| 黄川田仁志 | きかわだひとし       | 埼玉3区                                | -      | 小当   | 小当   | 小当   | 小当   | 小当   | 内閣府副大臣 外務政務官 衆議院外務委員長 | その他   | 松下政経塾（27期） |
| 豊田真由子 | とよたまゆこ         | 埼玉4区                                | -      | 小当   | 小当   | 落選   | 不出馬 | 不出馬 | 内閣府政務官 文部科学政務官 復興政務官 | 官僚     | 元厚生労働省 2017年8月不祥事のため離党 第48回は無所属 |
| 神山佐市   | かみやまさいち       | 埼玉7区→ 比例北関東                    | -      | 小当   | 小当   | 小当   | 落選   | 不出馬 | | 地方議員 | 元埼玉県議会議員 第49回は比例北関東単独 |
| 今野智博   | こんのともひろ       | 埼玉11区                               | -      | 重当   | 重当   | 落選   | 不出馬 | 不出馬 | | 法曹     | 弁護士 第48回は無所属 2024年6月逮捕 |
| 野中厚     | のなかあつし         | 埼玉12区                               | -      | 小当   | 小当   | 小当   | 重当   | 重当   | 文部科学副大臣 農林水産副大臣 農林水産政務官 衆議院農林水産委員長                                                                                                  | 地方議員 | 祖父：野中英二元国土庁長官 元埼玉県議会議員 |
| 三ッ林裕巳 | みつばやしひろみ     | 埼玉14区→埼玉13区                      | -      | 小当   | 小当   | 小当   | 小当   | 落選   | 内閣府副大臣 厚生労働政務官 衆議院厚生労働委員長 | 医師     | 祖父：三ッ林幸三元衆議院議員 父：三ッ林弥太郎元科学技術庁長官 兄：三ッ林隆志元衆議院議員 第50回は無所属 |
| 新谷正義   | しんたにまさよし     | 比例北関東→ 比例中国→ 広島4区→比例中国 | -      | 比当   | 比当   | 小当   | 小当   | 比当   | 総務副大臣 厚生労働政務官 衆議院厚生労働委員長 | 医師     | 第46回は比例北関東単独 第47・第50回は比例中国単独 |
| 門山宏哲   | かどやまひろあき     | 千葉1区                                | -      | 重当   | 重当   | 小当   | 重当   | 落選   | 法務副大臣 法務政務官 | 法曹     | 弁護士 |
| 小林鷹之   | こばやしたかゆき     | 千葉2区                                | -      | 小当   | 小当   | 小当   | 小当   | 小当   | 科学技術政策担当大臣 宇宙政策担当大臣 経済安全保障担当大臣 防衛政務官                                                                                              | 官僚     | 元財務省 |
| 秋本真利   | あきもとまさとし     | 千葉9区                                | -      | 小当   | 小当   | 小当   | 重当   | 不出馬 | 外務政務官 国土交通政務官 | 地方議員 | 元富里市議会議員 2023年8月献金疑惑で自民党離党 2023年9月受託収賄の疑いで逮捕 |
| 白須賀貴樹 | しらすかたかき       | 千葉13区                               | -      | 小当   | 小当   | 小当   | 不出馬 | 不出馬 | 復興政務官 内閣府政務官 文部科学政務官 | 歯科医師 | 第21回参院選落選（千葉県） 2021年2月不祥事のため離党 |
| 中山展宏   | なかやまのりひろ     | 神奈川9区                              | 落選   | 重当   | 重当   | 重当   | 重当   | 落選   | 国土交通副大臣 外務政務官 | 議員秘書 | |
| 星野剛士   | ほしのつよし         | 神奈川12区                             | -      | 小当   | 小当   | 重当   | 重当   | 重当   | 内閣府副大臣 経済産業政務官 復興政務官 内閣府政務官 衆議院内閣委員長                                                                                               | 地方議員 | 元神奈川県議会議員 元産経新聞社記者 |
| 義家弘介   | よしいえひろゆき     | 神奈川16区                             | 参議院 | 小当   | 重当   | 小当   | 重当   | 落選   | 法務副大臣 文部科学副大臣 文部科学政務官 衆議院法務委員長 衆議院文部科学委員長                                                                                     | 教員     | 元参議院議員（1期） 元高校教員 通称ヤンキー先生 |
| 牧島かれん | まきしまかれん       | 神奈川17区                             | 落選   | 小当   | 小当   | 小当   | 小当   | 小当   | デジタル大臣 規制改革担当大臣 内閣府政務官 自由民主党青年局長 | 大学教授 | 父：牧原功は小泉純也元防衛庁長官、小泉純一郎元内閣総理大臣の秘書 元自由民主党総裁、河野洋平元衆議院議長の後継 |
| 宮川典子†  | みやがわのりこ       | 山梨1区→ 比例南関東                    | -      | 小当   | 重当   | 比当   | 死去   | -      | 文部科学政務官 | 教員     | 松下政経塾（28期） 元高校教員 第22回参院選落選（山梨県） 第48回は比例南関東単独 2019年9月2日在職中死去（40歳没） |
| 堀内詔子   | ほりうちのりこ       | 山梨2区                                | -      | 重当   | 重当   | 小当   | 小当   | 小当   | 五輪・パラ五輪担当大臣 ワクチン担当大臣 環境副大臣 内閣府副大臣 厚生労働政務官 衆議院外務委員長                                                                    | 民間     | 義父：堀内光雄元通商産業大臣 義祖父：堀内一雄元衆議院議員 再従伯父：麻生太郎 元内閣総理大臣(福岡8区、当選15回) 再従伯父：武見敬三元厚生労働大臣(東京都選挙区、当選5回) 曽祖叔父：吉田茂元内閣総理大臣 高祖叔父：伊集院彦吉元外務大臣 高祖父：牧野伸顕元内大臣 五世祖父：三島通庸元栃木県令 五世祖父：大久保利通元内務卿 第48回は無所属（当選後自民党追加公認） |
| 中谷真一   | なかたにしんいち     | 旧山梨3区→ 比例南関東→ 山梨1区         | -      | 重当   | 比当   | 重当   | 小当   | 重当   | 経済産業副大臣 内閣府副大臣 外務政務官 | 議員秘書 | 元陸上自衛官 第46回は旧山梨3区 第47回は比例南関東単独 |
| 山田美樹   | やまだみき           | 東京1区                                | -      | 小当   | 小当   | 重当   | 小当   | 落選   | 環境副大臣 外務政務官 | 官僚     | 元経済産業省 |
| 辻清人     | つじきよと           | 東京2区                                | -      | 小当   | 小当   | 小当   | 小当   | 小当   | 内閣府副大臣 外務副大臣 外務政務官 | 民間     | 深谷隆司元通商産業大臣の後継 |
| 三谷英弘●  | みたにひでひろ       | 東京5区→ 神奈川8区                     | -      | 重当   | 落選   | 重当   | 重当   | 重当   | 文部科学政務官 内閣府政務官 復興政務官 | 法曹     | 弁護士 第46回はみんなの党公認 第47回は無所属 第48・49回は神奈川8区 |
| 秋元司     | あきもとつかさ       | 東京15区                               | 参議院 | 比当   | 比当   | 小当   | 不出馬 | 不出馬 | 環境副大臣 国土交通副大臣 内閣府副大臣 復興副大臣 防衛政務官 衆議院内閣委員長                                                                                      | 議員秘書 | 元参議院議員（1期） 第22回参院選落選（比例区） 2019年12月不祥事のため離党 |
| 大西英男   | おおにしひでお       | 東京16区                               | -      | 小当   | 小当   | 小当   | 小当   | 不出馬 | 国土交通副大臣 総務政務官 衆議院内閣委員長' | 地方議員 | 次男：大西洋平衆議院議員（当選1回） 元東京都議会議員 元江戸川区議会議長 第21回参院選落選（比例区） |
| 小田原潔   | おだわらきよし       | 東京21区                               | -      | 重当   | 小当   | 重当   | 小当   | 落選   | 外務副大臣 外務政務官 | 民間     | 第22回参院選落選（大分県） 第50回は無所属 |
| 小倉將信   | おぐらまさのぶ       | 東京23区                               | -      | 小当   | 小当   | 小当   | 小当   | 不出馬 | 少子化対策担当大臣 男女共同参画担当大臣 こども政策担当大臣 若者活躍担当大臣 女性活躍担当大臣 共生社会担当大臣 孤独・孤立対策担当大臣 総務政務官 自由民主党青年局長 | その他   | 元日本銀行員 |
| 赤枝恒雄   | あかえだつねお       | 比例東京                               | -      | 比当   | 比当   | 不出馬 | 不出馬 | 不出馬 | | 医師     | |
| 田畑毅     | たばたつよし         | 比例東京→ 愛知2区                      | -      | 比当   | 繰当   | 重当   | 不出馬 | 不出馬 | | その他   | 元日本銀行員 2019年1月比例東京繰上当選 第48回は愛知2区 2019年2月不祥事のため離党、3月議員辞職 |
| 石崎徹     | いしざきとおる       | 新潟1区                                | -      | 小当   | 重当   | 重当   | 落選   | 落選   | | 官僚     | 元財務省 2020年10月不祥事のため離党 2021年9月議員辞職 現：日本維新の会所属 |
| 細田健一   | ほそだけんいち       | 新潟2区                                | -      | 小当   | 小当   | 重当   | 小当   | 落選   | 経済産業副大臣 内閣府副大臣 農林水産政務官 | 官僚     | 元経済産業省 第50回は無所属 |
| 斎藤洋明   | さいとうひろあき     | 新潟3区                                | -      | 小当   | 重当   | 重当   | 小当   | 重当   | 財務副大臣 総務政務官 | 官僚     | 元内閣府 元公正取引委員会 |
| 金子恵美   | かねこめぐみ         | 新潟4区                                | -      | 小当   | 小当   | 落選   | 不出馬 | 不出馬 | 総務政務官 | 地方議員 | 元新潟県議会議員 夫：宮崎謙介元衆議院議員 |
| 田畑裕明   | たばたひろあき       | 富山1区                                | -      | 小当   | 小当   | 小当   | 小当   | 小当   | 総務副大臣 厚生労働政務官 衆議院厚生労働委員長 | 地方議員 | 元富山県議会議員 |
| 佐々木紀   | ささきはじめ         | 石川2区                                | -      | 小当   | 小当   | 小当   | 小当   | 小当   | 国土交通政務官 自民党青年局長 | 民間     | 森喜朗元内閣総理大臣の後継 |
| 小松裕     | こまつゆたか         | 長野1区→ 比例東京                      | -      | 重当   | 重当   | 繰当   | 落選   | 不出馬 | | 医師     | 第25回参院選落選（長野県選挙区） 2021年参院長野補選落選 2021年10月比例北陸信越繰上当選 第49回は比例東京単独 |
| 務台俊介   | むたいしゅんすけ     | 長野2区                                | 落選   | 小当   | 小当   | 重当   | 重当   | 落選   | 環境副大臣 内閣府副大臣 復興政務官 内閣府政務官 衆議院環境委員長                                                                                                   | 官僚     | 元総務省大臣官房参事官 |
| 木内均     | きうちひとし         | 長野3区                                | -      | 重当   | 重当   | 落選   | 不出馬 | 不出馬 | | 地方議員 | 松下政経塾 元長野県議会議員 元佐久市議会議員 |
| 井出庸生●  | いでようせい         | 長野3区                                | -      | 重当   | 小当   | 小当   | 小当   | 重当   | 文部科学副大臣 | その他   | 祖父：井出一太郎元内閣官房長官 伯父：井出正一元厚生大臣 元NHK記者 第22回参院選落選 （長野県選挙区、みんなの党公認） 第46回はみんなの党公認 第47回は維新の党公認 第48回は旧希望の党公認 2023年7月書類送検 |
| 永山文雄†  | ながやまふみお       | 比例北陸信越                           | -      | 比当   | 不出馬 | 死去   | -      | -      | | 党職員   | 自民党富山県連事務局長 2017年5月31日死去（67歳没） |
| 助田重義   | すけだしげよし       | 比例北陸信越                           | -      | 比当   | 比当   | 落選   | 不出馬 | 不出馬 | | 党職員   | 自民党福井県連事務局長 |
| 井林辰憲   | いばやしたつのり     | 静岡2区                                | -      | 小当   | 小当   | 小当   | 小当   | 小当   | 内閣府副大臣 環境政務官 内閣府政務官 衆議院財務金融委員長 | 官僚     | 元国土交通省 |
| 宮澤博行   | みやざわひろゆき     | 静岡3区                                | 落選   | 小当   | 小当   | 小当   | 重当   | 落選   | 防衛副大臣 内閣府副大臣 防衛政務官 内閣府政務官 | 地方議員 | 元磐田市議会議員 柳沢伯夫元厚生労働大臣の後継 2024年4月不祥事のため離党、議員辞職 第50回は無所属 |
| 吉川赳     | よしかわたける       | 静岡5区                                | -      | 重当   | 落選   | 繰当   | 重当   | 不出馬 | 内閣府政務官 復興政務官 | 議員秘書 | 2019年3月比例東海繰上当選 2022年6月不祥事のため離党 |
| 勝俣孝明   | かつまたたかあき     | 静岡6区                                | -      | 重当   | 重当   | 重当   | 小当   | 重当   | 農林水産副大臣 環境政務官 衆議院外務委員長 | 民間     | |
| 熊田裕通   | くまだひろみち       | 愛知1区                                | -      | 小当   | 小当   | 小当   | 小当   | 落選   | 総務副大臣 防衛政務官 | 地方議員 | 元愛知県議会議員 海部俊樹元内閣総理大臣秘書 |
| 東郷哲也†  | とうごうてつや       | 愛知2区                                | -      | 重当   | 落選   | 不出馬 | 死去   | -      | | 地方議員 | 元名古屋市会議員 2021年3月4日死去（49歳没） |
| 池田佳隆   | いけだよしたか       | 愛知3区                                | -      | 小当   | 重当   | 重当   | 重当   | 不出馬 | 文部科学副大臣 内閣府副大臣 | 民間     | 2024年1月逮捕 自民党除名 |
| 工藤彰三   | くどうしょうぞう     | 愛知4区                                | -      | 小当   | 小当   | 小当   | 小当   | 重当   | 内閣府副大臣 国土交通政務官 | 地方議員 | 元名古屋市会議員 |
| 神田憲次   | かんだけんじ         | 愛知5区                                | -      | 小当   | 重当   | 重当   | 小当   | 落選   | 財務副大臣 内閣府政務官 | その他   | 税理士 |
| 長坂康正   | ながさかやすまさ     | 愛知9区                                | -      | 小当   | 小当   | 小当   | 小当   | 重当   | 経済産業副大臣 内閣府副大臣 復興政務官 内閣府政務官 衆議院国土交通委員長                                                                                           | 地方議員 | 元愛知県議会議員 元内閣総理大臣秘書 海部俊樹元内閣総理大臣の後継 |
| 八木哲也   | やぎてつや           | 愛知11区                               | -      | 重当   | 重当   | 重当   | 小当   | 落選   | 環境副大臣 環境政務官 | 地方議員 | 元豊田市議会議長 |
| 青山周平   | あおやましゅうへい   | 愛知12区                               | -      | 小当   | 重当   | 繰当   | 重当   | 落選   | 文部科学副大臣 文部科学政務官 内閣府政務官 復興政務官 | 民間     | 杉浦正健元法務大臣の後継 2019年1月比例東海繰上当選 |
| 大見正     | おおみせい           | 愛知13区                               | -      | 小当   | 重当   | 重当   | 不出馬 | 不出馬 | | 地方議員 | 祖父：大見為次元安城市長 元安城市議会議員 2019年1月安城市長選立候補により失職 |
| 今枝宗一郎 | いまえだそういちろう | 愛知14区                               | -      | 小当   | 小当   | 小当   | 小当   | 小当   | 文部科学副大臣 財務政務官 | 医師     | |
| 根本幸典   | ねもとゆきのり       | 愛知15区                               | -      | 小当   | 小当   | 小当   | 小当   | 小当   | 国土交通政務官 内閣府政務官 | 地方議員 | 元豊橋市議会議員 |
| 島田佳和   | しまだよしかず       | 三重2区→ 三重3区                       | -      | 重当   | 重当   | 落選   | 不出馬 | 不出馬 | | 民間     | 第48回は三重3区 |
| 桜井宏     | さくらいひろし       | 三重3区→ 比例東海                      | -      | 重当   | 落選   | 不出馬 | 不出馬 | 不出馬 | | その他   | 北見工業大学准教授 第47回は比例東海単独 |
| 川田隆     | かわたたかし         | 比例東海                               | -      | 比当   | 落選   | 落選   | 不出馬 | 不出馬 | | 党職員   | 自民党静岡県連事務局長 |
| 大岡敏孝   | おおおかとしたか     | 滋賀1区                                | -      | 小当   | 小当   | 小当   | 小当   | 重当   | 環境副大臣 財務政務官 衆議院内閣委員長 | 地方議員 | 元静岡県議会議員 元浜松市議会議員 |
| 武村展英   | たけむらのぶひで     | 滋賀3区                                | -      | 小当   | 小当   | 小当   | 小当   | 小当   | 農林水産副大臣 内閣府政務官 | その他   | 公認会計士 第22回参院選落選（滋賀県） |
| 武藤貴也   | むとうたかや         | 滋賀4区                                | 落選   | 小当   | 小当   | 不出馬 | 不出馬 | 不出馬 | | その他   | 地域政党政策スタッフ 2015年8月不祥事のため離党 2023年監禁容疑で逮捕（不起訴） |
| 宮崎謙介   | みやざきけんすけ     | 京都3区                                | -      | 小当   | 小当   | 不出馬 | 不出馬 | 不出馬 | | 民間     | 2016年2月不祥事のため議員辞職、離党 現妻：金子恵美元衆議院議員 元妻：加藤鮎子元内閣府特命担当大臣(加藤絋一元内閣官房長官の三女。山形3区、当選3回) |
| 田中英之   | たなかひでゆき       | 京都4区                                | -      | 小当   | 小当   | 小当   | 重当   | 落選   | 文部科学副大臣 国土交通政務官 | 地方議員 | 元京都市会議員 |
| 安藤裕     | あんどうひろし       | 京都6区                                | -      | 重当   | 重当   | 小当   | 不出馬 | 落選   | 復興政務官 内閣府政務官 | その他   | 税理士 第26回参院選落選（東京都、新党くにもり） 第27回参院選当選（比例区、参政党） |
| 藤井比早之 | ふじいひさゆき       | 兵庫4区                                | -      | 小当   | 小当   | 小当   | 小当   | 小当   | 外務副大臣 内閣府副大臣 デジタル副大臣 国土交通政務官 | 官僚     | 元彦根市副市長 元総務省 |
| 大串正樹   | おおぐしまさき       | 兵庫6区                                | -      | 小当   | 小当   | 小当   | 重当   | 重当   | 経済産業副大臣 内閣府副大臣 デジタル副大臣 経済産業政務官 | 大学教授 | 松下政経塾（17期） |
| 杉田水脈●  | すぎたみお           | 兵庫6区→ 比例中国                      | -      | 重当   | 落選   | 比当   | 比当   | 不出馬 | 総務政務官 | 公務員   | 維新政治塾（1期） 元西宮市職員 第46回は旧日本維新の会公認 第47回は次世代の党公認 第48・49回は比例中国単独 第27回参院選落選（比例区） |
| 山田賢司   | やまだけんじ         | 兵庫7区                                | -      | 小当   | 小当   | 小当   | 小当   | 小当   | 外務副大臣 外務政務官 | 民間     | |
| 小林茂樹   | こばやししげき       | 奈良1区                                | -      | 重当   | 落選   | 小当   | 重当   | 重当   | 環境副大臣 内閣府副大臣 国土交通政務官 | 地方議員 | 元奈良県議会議員 |
| 田野瀬太道 | たのせたいどう       | 旧奈良4区→ 奈良3区                     | -      | 小当   | 小当   | 小当   | 小当   | 小当   | 文部科学副大臣 内閣府副大臣 文部科学政務官 内閣府政務官 復興政務官 衆議院文部科学委員長                                                                            | 議員秘書 | 父：田野瀬良太郎自民党総務会長 第46・47回は旧奈良4区 2021年2月不祥事のため離党 第49回は無所属（当選後自民党追加公認） |
| 門博文     | かどひろふみ         | 和歌山1区                              | -      | 重当   | 重当   | 重当   | 落選   | 不出馬 | 国土交通政務官 | 民間     | 第49回補欠選挙は落選 |
| 山下貴司   | やましたたかし       | 岡山2区                                | -      | 小当   | 小当   | 小当   | 小当   | 小当   | 法務大臣 法務政務官 内閣府政務官 | 法曹     | 弁護士・元検察官 在米日本国大使館一等書記官 古川禎久元法務大臣(宮崎3区、当選7回)、柴山昌彦元文部科学大臣(埼玉8区、当選7回)と東京大学で同じクラスに所属 |
| 中川俊直   | なかがわとしなお     | 広島4区                                | -      | 小当   | 小当   | 不出馬 | 落選   | 不出馬 | 経済産業政務官 | 議員秘書 | 父：中川秀直元内閣官房長官 祖父：中川俊思元衆議院議員 元テレビ東京記者 2017年4月不祥事のため離党 第49回は無所属 |
| 小島敏文   | こじまとしふみ       | 広島6区→ 広島5区                       | 落選   | 重当   | 重当   | 重当   | 重当   | 落選   | 復興副大臣 厚生労働政務官 | 地方議員 | 元広島県議会副議長 |
| 小林史明   | こばやしふみあき     | 広島7区→ 広島6区                       | -      | 小当   | 小当   | 小当   | 小当   | 小当   | 環境副大臣 デジタル副大臣 内閣府副大臣 総務政務官 内閣府政務官 | 民間     | 宮澤洋一元経済産業大臣の後継 |
| 岸信夫     | きしのぶお           | 山口2区                                | 参議院 | 小当   | 小当   | 小当   | 小当   | 不出馬 | 防衛大臣 外務副大臣 防衛政務官 内閣総理大臣補佐官 | 民間     | 元参議院議員（2期） 父：安倍晋太郎元外務大臣 兄：安倍晋三元内閣総理大臣 祖父：岸信介元内閣総理大臣 大叔父：佐藤栄作 元内閣総理大臣 長男：岸信千世衆議院議員(信夫辞職後の山口2区補選で初当選 当選2回) 2023年2月議員辞職 |
| 上杉光弘   | うえすぎみつひろ     | 比例中国→ 比例九州                     | 落選   | 比当   | 落選   | 不出馬 | 不出馬 | 不出馬 | 自治大臣 国家公安委員会委員長 内閣官房副長官 大蔵政務次官 | 地方議員 | 元参議院議員（3期） 元宮崎県議会議員 第20回参院選落選（宮崎県） 第44回衆院選落選（宮崎2区） 第45回は無所属（宮崎1区） 第46回は比例中国単独 第47回は比例九州単独 |
| 池田道孝   | いけだみちたか       | 比例中国                               | -      | 比当   | 比当   | 比当   | 不出馬 | 不出馬 | 農林水産政務官 | 地方議員 | 元岡山県議会議員 元倉敷市役所企画課長 |
| 福山守     | ふくやままもる       | 徳島1区→ 比例四国                      | -      | 小当   | 比当   | 比当   | 落選   | 不出馬 | 内閣府政務官 環境政務官 | 地方議員 | 元徳島県議会議長 元徳島市議会議員 第47～49回は比例四国単独 第27回参院選当選（比例区） |
| 瀬戸隆一   | せとたかかず         | 香川2区                                | -      | 重当   | 重当   | 落選   | 繰当   | 重当   | 内閣府副大臣 財務政務官 | 官僚     | 元総務省 2023年1月比例四国繰上当選 |
| 大野敬太郎 | おおのけいたろう     | 香川3区                                | -      | 小当   | 小当   | 小当   | 小当   | 小当   | 内閣府副大臣 防衛政務官 | 議員秘書 | 父：大野功統元防衛庁長官 |
| 白石徹†    | しらいしとおる       | 愛媛3区                                | 落選   | 小当   | 小当   | 死去   | -      | -      | | 地方議員 | 元愛媛県議会議員 2017年3月17日在職中死去（60歳没） |
| 井上貴博   | いのうえたかひろ     | 福岡1区                                | -      | 小当   | 小当   | 小当   | 小当   | 小当   | 財務副大臣 財務政務官 国土交通委員長 | 地方議員 | 元福岡県議会議員 第47回は無所属（当選後自民党追加公認） |
| 鬼木誠     | おにきまこと         | 福岡2区                                | -      | 小当   | 小当   | 小当   | 小当   | 重当   | 防衛副大臣 内閣府副大臣 環境政務官 衆議院安全保障委員長 | 地方議員 | 元福岡県議会議員 山崎拓元建設大臣の後継 |
| 古賀篤     | こがあつし           | 福岡3区                                | -      | 小当   | 小当   | 小当   | 小当   | 小当   | 厚生労働副大臣 内閣府副大臣 総務政務官 内閣府政務官 衆議院環境委員長                                                                                               | 官僚     | 元財務省 |
| 宮内秀樹   | みやうちひでき       | 福岡4区                                | -      | 小当   | 小当   | 小当   | 小当   | 小当   | 農林水産副大臣 国土交通政務官 衆議院文部科学委員長 | 議員秘書 | |
| 藤丸敏     | ふじまるさとし       | 福岡7区                                | -      | 小当   | 小当   | 小当   | 小当   | 小当   | 内閣府副大臣 防衛政務官 内閣府政務官 厚生労働委員長 | 議員秘書 | 古賀誠元運輸大臣の後継 |
| 岩田和親   | いわたかずちか       | 佐賀1区                                | -      | 小当   | 重当   | 重当   | 重当   | 重当   | 経済産業副大臣 内閣府副大臣 経済産業政務官 復興政務官 内閣府政務官 防衛政務官                                                                                      | 地方議員 | 元佐賀県議会議員 |
| 加藤寛治   | かとうかんじ         | 長崎2区                                | -      | 小当   | 小当   | 小当   | 不出馬 | 不出馬 | 農林水産副大臣 農林水産政務官 | 地方議員 | 長男：加藤竜祥衆議院議員（当選2回） 元長崎県議会議員 |
| 穴見陽一   | あなみよういち       | 大分1区                                | 落選   | 小当   | 重当   | 小当   | 不出馬 | 不出馬 | | 民間     | ジョイフル代表取締役社長 |
| 武井俊輔   | たけいしゅんすけ     | 宮崎1区                                | -      | 小当   | 小当   | 小当   | 重当   | 落選   | 外務副大臣 外務政務官 | 地方議員 | 元宮崎県議会議員 |
| 國場幸之助 | こくばこうのすけ     | 沖縄1区                                | 落選   | 小当   | 重当   | 重当   | 重当   | 重当   | 国土交通副大臣 外務政務官 自由民主党総裁特別補佐 | 地方議員 | 大叔父：國場幸昌元衆議院議員 元沖縄県議会議員 第43回衆院選落選（沖縄3区） |
| 宮崎政久   | みやざきまさひさ     | 沖縄2区                                | -      | 重当   | 重当   | 繰当   | 重当   | 重当   | 厚生労働副大臣 法務政務官 | 法曹     | 弁護士 2018年11月比例九州繰上当選 |
| 比嘉奈津美 | ひがなつみ           | 沖縄3区                                | -      | 小当   | 重当   | 落選   | 参議院 | 参議院 | 環境政務官 | 歯科医師 | 第25回参院選落選（比例区） 2021年10月参議院比例区繰上当選 第27回参院選落選（比例区） |
| 新開裕司   | しんかいゆうじ       | 比例九州→ 福岡1区                      | -      | 比当   | 落選   | 不出馬 | 不出馬 | 不出馬 | | 議員秘書 | 第46回は比例九州単独 第47回は無所属 現：参政党所属 現：福岡市議会議員 |
| 末吉光徳   | すえよしみつのり     | 比例九州                               | -      | 比当   | 落選   | 不出馬 | 不出馬 | 不出馬 | | 地方議員 | 元長崎県議会議長 |
| 湯川一行   | ゆかわかずゆき       | 比例九州                               | -      | 比当   | 落選   | 落選   | 不出馬 | 不出馬 | | 党職員   | 自民党鹿児島県連事務局長 |
| 鈴木貴子●  | すずきたかこ         | 北海道7区→ 比例北海道→ 北海道7区       | -      | 繰当   | 重当   | 比当   | 比当   | 小当   | 外務副大臣 防衛政務官 自由民主党青年局長 | その他   | 第46回は新党大地から出馬 2013年6月3日繰上げ当選により初当選 第47回は民主党から出馬 父：鈴木宗男元北海道開発庁長官(参議院議員、新党大地代表) 元NHK社員 |
| 金子万寿夫 | かねこますお         | 鹿児島2区                              | -      | 補当   | 小当   | 小当   | 落選   | 不出馬 | | 地方議員 | 2014年4日30日補欠選挙で初当選 元鹿児島県議会議長•副議長 元瀬戸内町議会議員 保岡興治元法務大臣秘書 |